# Cratere Krieger
Krieger è un cratere lunare di 22,87 km situato nella parte nord-occidentale della faccia visibile della Luna.
Il cratere è dedicato al selenografo tedesco Johann Nepomuk Krieger.

## Crateri correlati
Alcuni crateri minori situati in prossimità di Krieger sono convenzionalmente identificati, sulle mappe lunari, attraverso una lettera associata al nome.
| Krieger | Coordinate            | Diametro (in km) |
| ------- | --------------------- | ---------------- |
| C       | 27°43′48″N 44°42′00″W | 4,15             |

Il cratere Krieger D è stato ridenominato dall'Unione Astronomica Internazionale Rocco nel 1976.